# Parque ecológico El Pomar (Itagüí)
El Parque Ecológico El Pomar  es un parque natural de la ciudad de Itagüí  en Colombia. 

## Localización
Se encuentra  al noroccidente de la ciudad de Itagüí  en el barrio san Francisco de Paula.

## Descripción
En el parque se pueden encontrar recursos naturales como: árboles, jardines y espacios campestres. En este parque se han llevado campañas en pro del medio ambiente para toda la ciudad de Itagüí. Es un sitio de encuentro para muchos habitantes de la comunidad, donde se incentiva el cuidado de la naturaleza y sus recursos.  